# ティチーノ州地域鉄道/アルプス山麓鉄道ABe8/8形電車

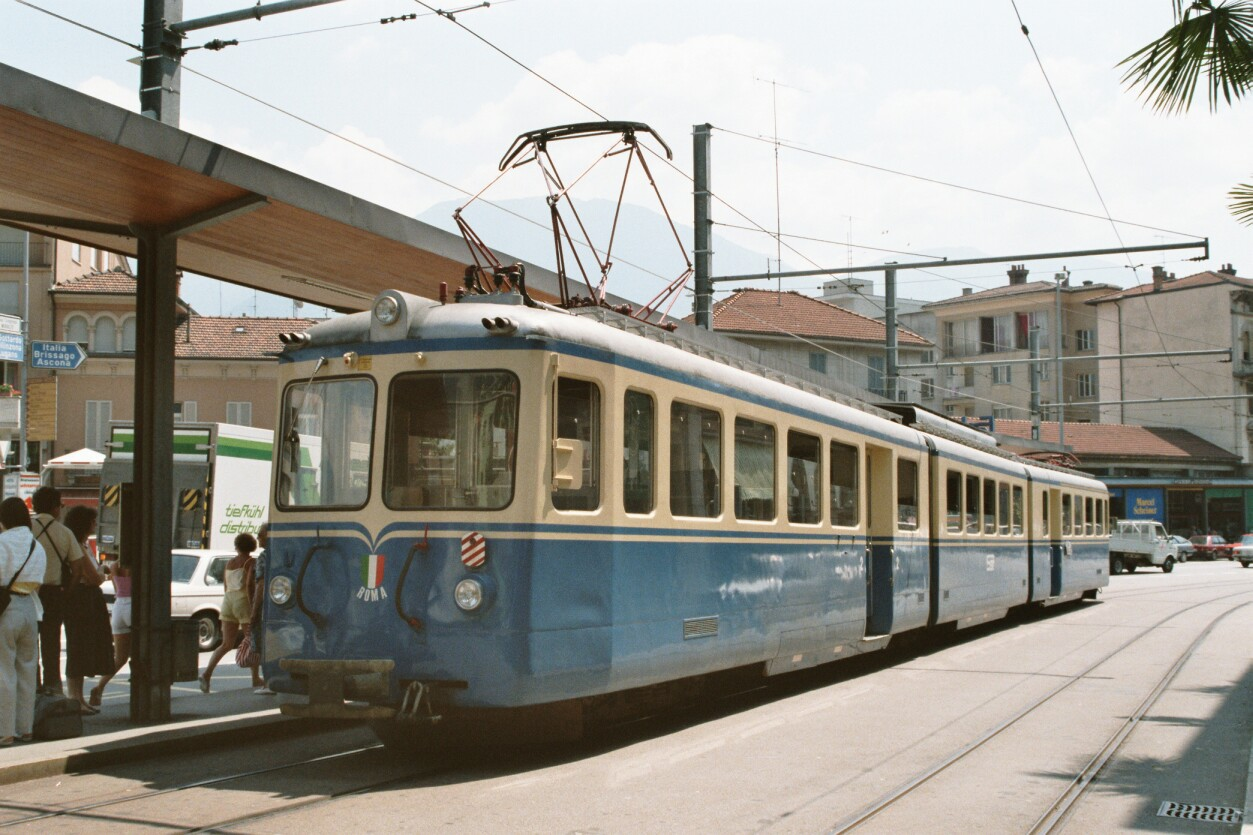
SSIFのABe8/8 21号機、原形、ロカルノ駅に停車中

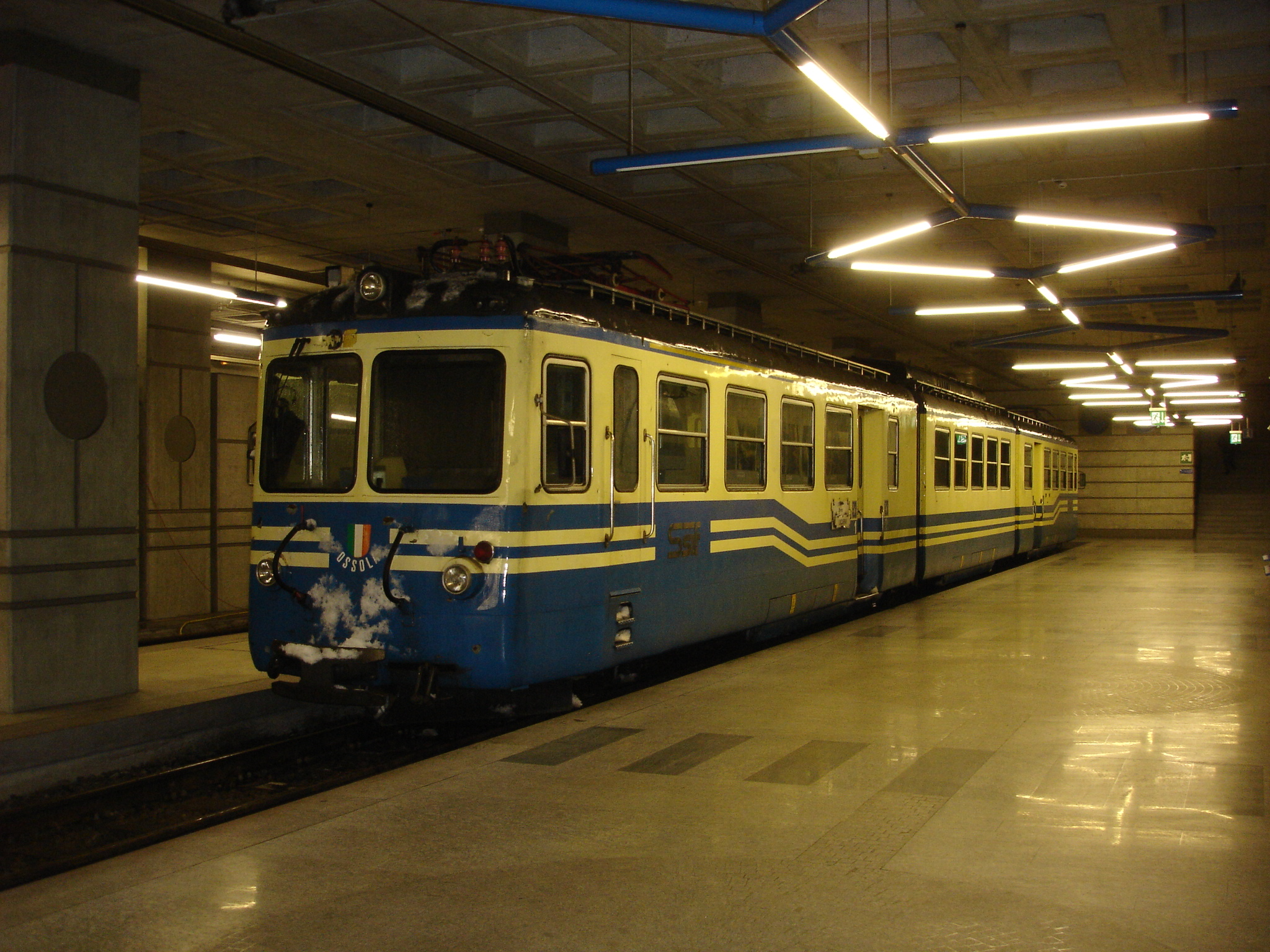
ABe8/8 23号機、車体更新、乗務員室扉設置後、地下化されたロカルノ駅に停車中

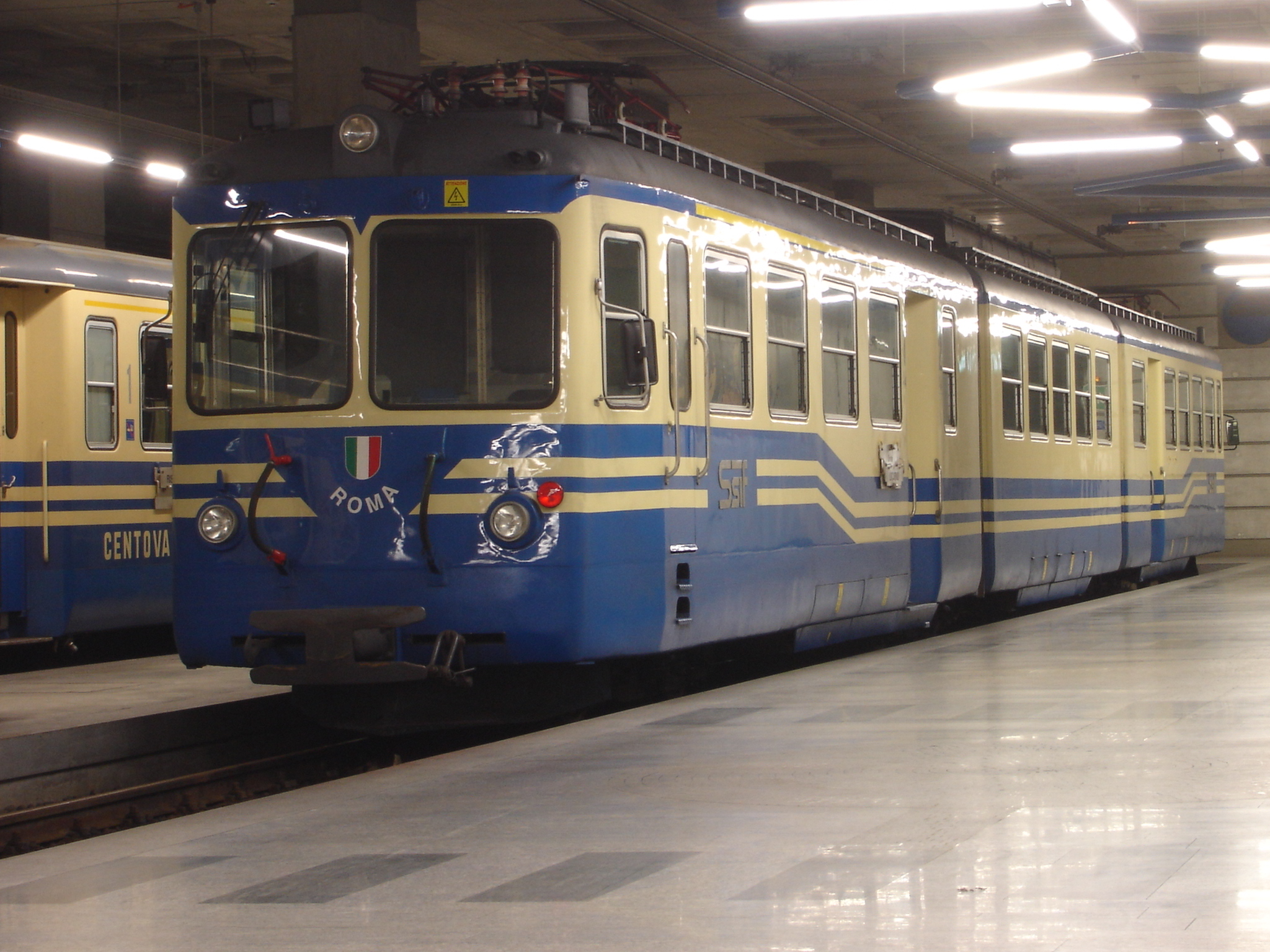
ABe8/6 21号機、現在の塗装、ロカルノ駅

ティチーノ州地域鉄道ABe8/8形電車（ティチーノしゅうちいきてつどうABe8/8がたでんしゃ）およびアルプス山麓鉄道ABe8/8形電車（アルプスさんろくてつどうABe8/8がたでんしゃ）は、チェントヴァッリ鉄道（Centovallibahn）で使用される山岳鉄道用電車である。チャントヴァッリ鉄度はスイス南部のティチーノ州地域鉄道（Ferrovie Autolinee Regionali Ticinesi(FART)）およびイタリア北部のアルプス山麓鉄道（Società subalpina di imprese ferroviarie(SSIF)）の2社が運営しているため、両社に同型機が存在している。

## 概要
イタリア語で”100の谷”を意味するスイス南部のロカルノとイタリア北部のドモドッソラを結ぶ1000mm軌間の路線であるチェントヴァッリ鉄道は開業以来1923年製のABDe4/4形電車の11-18号機が客車を牽引する列車で運行されてきていたが、これらの近代化を図るとともにロカルノ-ドモドッソラ間の所要時間が約2時間であったものを約20分短縮して1時間40分とすることが計画されて、3編成が投入された3車体連接式の電車がABe8/8形である。本形式は1959年にチェントヴァッリ鉄道を運営するスイス側のティチーノ州地域鉄道が21-22号機、イタリア側のアルプス山麓鉄道が23-24号機の2編成ずつをそれぞれ導入しており、その後1979年にティチーノ州地域鉄道がBe8/4形41-42号機を導入したことに伴い、1981年と1982年に21号機と22号機がそれぞれアルプス山麓鉄道へ譲渡されて現在では全機がアルプス山麓鉄道の所属となっている。製造は車体SWP、電機部品、主電動機および台車をTIBBが担当しており、抵抗制御方式で最大速度60km/h、定格牽引力57kNを発揮する山岳鉄道用の機体であり、所属ごとの各機体の機番、TIBB製番、製造年、機体名は以下の通り。なお、21号機は1959年にバーゼルの産業見本市に出品されている。
- FART所属機
  - 21 - 5883 - 1959年 - Ticino（1981年にSSIFへ譲渡）
  - 22 - 5883 - 1959年 - Lemano（1982年にSSIFへ譲渡）
- SSIF所属機
  - 21 - 5883 - 1959年 - Roma（1981年にFARTより譲渡、機体名変更）
  - 22 - 5883 - 1959年 - Ticino（1982年にFARTより譲渡、機体名変更）
  - 23 - 5883 - 1959年 - Ossola
  - 24 - 5883 - 1959年 - Vigezzo

## 仕様

### 車体
- 車体は車軸配置Bo'Bo'Bo'Bo'の3車体連接の鋼製で、台枠は鋼材を溶接組立した床下カバー一体で台車もその中にはまり込む構造としたもので、床下機器部のカバーは開閉式である。床面は高床式でホームからはステップ2段を経由して乗車するほか、連接部は広幅貫通路で車体全周に渡る貫通幌付、客室は前位側と中間の車体が2等室、後位側の車体が1等室となっている。
- 前部は非貫通式の2枚窓スタイルで、左右方向には緩いカーブが、上下方向には緩やかに後退角が付き、前面窓下部左右の2箇所と屋根中央部に丸型前照灯が、屋根左右に併用軌道走行時用の標識灯が2等ずつ設置されており、連結器は車体取付のねじ式連結器で緩衝器が中央、フック・リングがその左右にあるタイプ、台車先頭部には小型のスノープラウが設置されている。
- 側面は窓扉配置15D1-5-1D51（運転台窓-1等室窓-乗降扉-トイレ窓=2等室窓=2等室窓-乗降扉-2等室窓-運転台窓、運転台窓後部の客室窓は狭幅のもの）となっており、側窓は大形の下降式のもの、乗降扉は4枚折戸で最下段のステップは車外に設置したものである。また、運転台部分より先頭部は左右に絞り込んだ形状となっている。
- 座席は1等室は1+2列でヘッドレストと肘掛付、2等室は2+2列の4人掛けのそれぞれ固定式クロスシートで、1、2等ともシートおよびシートピッチは同一で配列のみ異なっている。1等室は後位側車体の乗降扉のあるデッキより後位側を2室に区分して、先頭側客室が運転台背面部を前向座席とした2.5ボックスとデッキ側が中央部客室に2ボックスの配置、2等室は中間車体5ボックスと前位側車体の車端部1ボックスの計6ボックスで1室、デッキを挟んで前位側車体の中央部客室2ボックスと先頭側客室に2.5ボックスの配置で、後位側先頭部と同様運転台背面部は座席を前向きに配置している。なお、各客室は開戸付の仕切壁で仕切られているほか、後位側車体のデッキ前位側にトイレと機械室を設置している。
- 運転室は右側運転台で運転席後部にのみ仕切が設置された開放式となっており、左側には助士席が設置されている。運転台は計器盤の右側にマスターコントローラーが、左側にブレーキ弁が設置されており、運転席が開放式であることから不使用時には各ハンドルを外し、計器盤にカバーを取り付けるようになっている。また、運転室左右の窓には手動式のバックミラーが設置されている。
- 塗装
  - 車体塗装は車体幕板部と下半部を青色、窓周り部をクリーム色とし、窓下部に青帯を入れたもので、正面下部中央は青帯および青色部が一部下がってその下にティチーノ州地域鉄道所属機はスイスの、アルプス山麓鉄道所属機はイタリアのそれぞれ国旗のエンブレムと機体名が入るもので、中間車体下部中央にそれぞれの社名のマークが、側面前後端下部には形式名と機番が、1等室の窓上には黄色の細帯がそれぞれ入っている。
  - 車体更新後の車体塗装は改造前と同色を使用して同様に車体幕板部と下半部を青色、窓周り部をクリーム色としたものであるが、前後位の車体の編成中央寄りと中間車体では下半部の青色が一段下がり、下半部の青色部にクリーム色の帯を二本入れたものとなり、前後位の車体下部の運転室後部に"SSIF"のステンレス製の切抜文字を設置している。さらに2000年代後半には正面の塗装が若干変更となり、幕板の青色部が一段下がったものとなり、下部のクリーム色帯中央の端部が斜めに処理されるものとなっている。
  - このほか床下機器および台車はダークグレー、屋根および屋根上機器は銀もしくはグレー、パンタグラフは赤となっている。
  - 室内は製造時は暖色系で1等室の座席は赤茶色のものであったが、車体更新改造後は室内側壁面、天井はライトグレーで妻壁面はグレーの柄入りのものとなり、1等室座席はグレーをベースに座面および背摺の中央部が赤のもの、2等室座席は青緑色ベースで背摺りと座面がストライプ柄入りのものとなっている。

### 走行機器
- 制御方式は抵抗制御方式で、1時間定格牽引出力90kW、連続定格出力65kWのTIBB製Typ TIBB GLM 1303直流直巻整流子電動機を2台永久直列で端子電圧650Vとして使用し、最高速度60km/h、定格牽引力57kN、最大牽引力の98kNの性能を確保したもので、電気ブレーキとして界磁を蓄電池からの電力で励磁する発電ブレーキ機能を有している。また、主電動機の冷却は自己通風式であるが冷却気は車体側面のルーバーから採り入れる方式としている。
- ブレーキ装置は主制御器による発電ブレーキおよび空気ブレーキを装備する。
- 台車はTIBB製Typ TIBB AEM2シリーズの軸距2300mm、動輪径780mmの板台枠式のボルト組立台車で、軸箱支持方式は軸梁式、枕ばね、軸ばねともにコイルばねで枕ばねはオイルダンパ付である。また、基礎ブレーキ装置はブレーキシリンダを台車設置とした両抱式である。
- 主制御器などの主要機器類は中間車体の屋根上に搭載された主抵抗器を除いて床下に設置され、パンタグラフは先頭寄りに菱型のものが各1基が設置されているほか、補機として出力6kWの電動発電機、定格電圧1300V、出力3.2kWの電動機を使用する容量430l/minの電動空気圧縮機、蓄電池などを搭載する。

### 改造
- 1984年には主制御器の制御部がBBCおよびSAAS[4]製のマイクロプロセッサを使用した新形のものに更新されている。
- 1990年代にはABDe6/6形やABe6/6形とともに車体更新改造を実施しており、運転室後部の座席を撤去して運転室と客室間の仕切壁を設置するとともに左側側面に乗務員室扉とステップを設けている。また、客室は仕切壁の撤去、内装の更新、座席の交換を実施して1名分ずつ独立した形状のものとなっているほか、側面窓を下降式窓から上段下降、下段固定式の2段窓に交換をしている。
- このほか、乗降扉の自動化、正面下部左側の前照灯横への後部標識灯の増設がされたほか、車体側面の主電動機冷却気導入用のルーバーが埋められている。

### 主要諸元
- 軌間：1000mm
- 電気方式：DC1350V 架空線式
- 軸配置；Bo'Bo'Bo'Bo'
- 最大寸法：全長34000(12500+9000+12500)mm、車体幅2600mm、パンタグラフ折畳高3950m
- 軸距：2300mm
- 車輪径：780mm
- 自重：60t
- 定員
  - 1等座席28名、2等座席80名
  - 1等座席24名、2等座席80名（改造後）
- 走行装置
  - 主制御装置：抵抗制御
  - 主電動機：Typ TIBB GLM 1303直流直巻電動機×8台
  - 定格出力：90kW×8（1時間定格）、65kW×8（連続定格）
  - 定格牽引力：57kN（於43.5km/h、1時間定格）、98kN（最大）
  - 減速比：4.54
- 最高速度：60km/h
- ブレーキ装置：発電ブレーキ、空気ブレーキ

## パノラマ車への改造

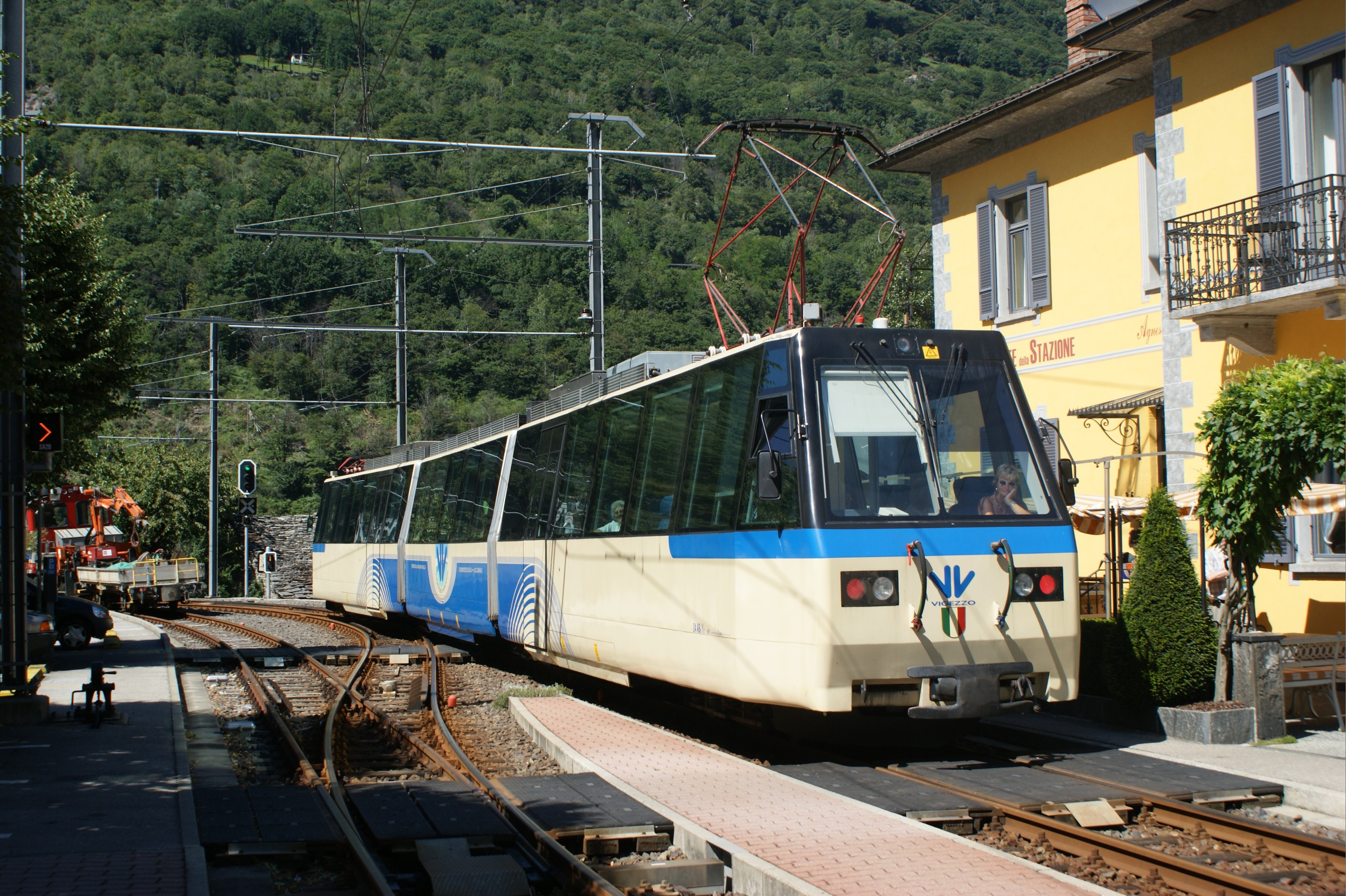
パノラマ式車体に改造されたABe8/8 24号機、イントラーニャ駅

- チェントヴァッリ鉄道では観光客輸送用のパノラマ式電車を導入することとなり、2004年にABe12/16形電車[5]を3編成発注し、2007年から運行しているが、これと並行してABe12/16形の予備としてABe8/8 24号機の車体をパノラマ式車体に改造することとなり、2006年に改造工事が実施されている。
- 改造は車体の基本構造および走行用機器はそのままとして、車体および内装を新しいものとしたもので、車体は上部を上側に絞った台形断面で、間柱を極力細くして大形の固定窓を設置したものとなっている。
- 先頭部は縦方向の3面折妻で、後退角の付いた正面上半部を大形の台形一枚窓としてその下部左右に丸型の前照灯と標識灯を設置したものとなっているほか、原形同様側面運転室部が左右に絞り込まれた形状となっている。
- 側面窓配置は5D1-5-1D5で側面窓は接着式の固定窓、乗降扉は両開の電気式プラグドアに変更されている。また、客室および室内の座席配置は原形とほぼ同等であるが、運転室が半室式となって客室が最前部まで延長されており客席が増設され、座席は原形のものをモケットを青色系統の柄入りのものに変更して使用している。
- 車体塗装は車体上半部の窓周りを黒、下半部はクリーム色をベースとして先頭部窓下部を青、側面中央下部にパノラマ車をイメージした青色系統のデザインを施したもので、先頭部下部中央に矢印をデザインしたパノラマ車のマークと機体名、イタリア国旗のマークが入る。
- 補機類、ブレーキ装置なども基本的にはそのままであるが、台車中央のレール面上に電磁吸着ブレーキを設置している。

## 運行

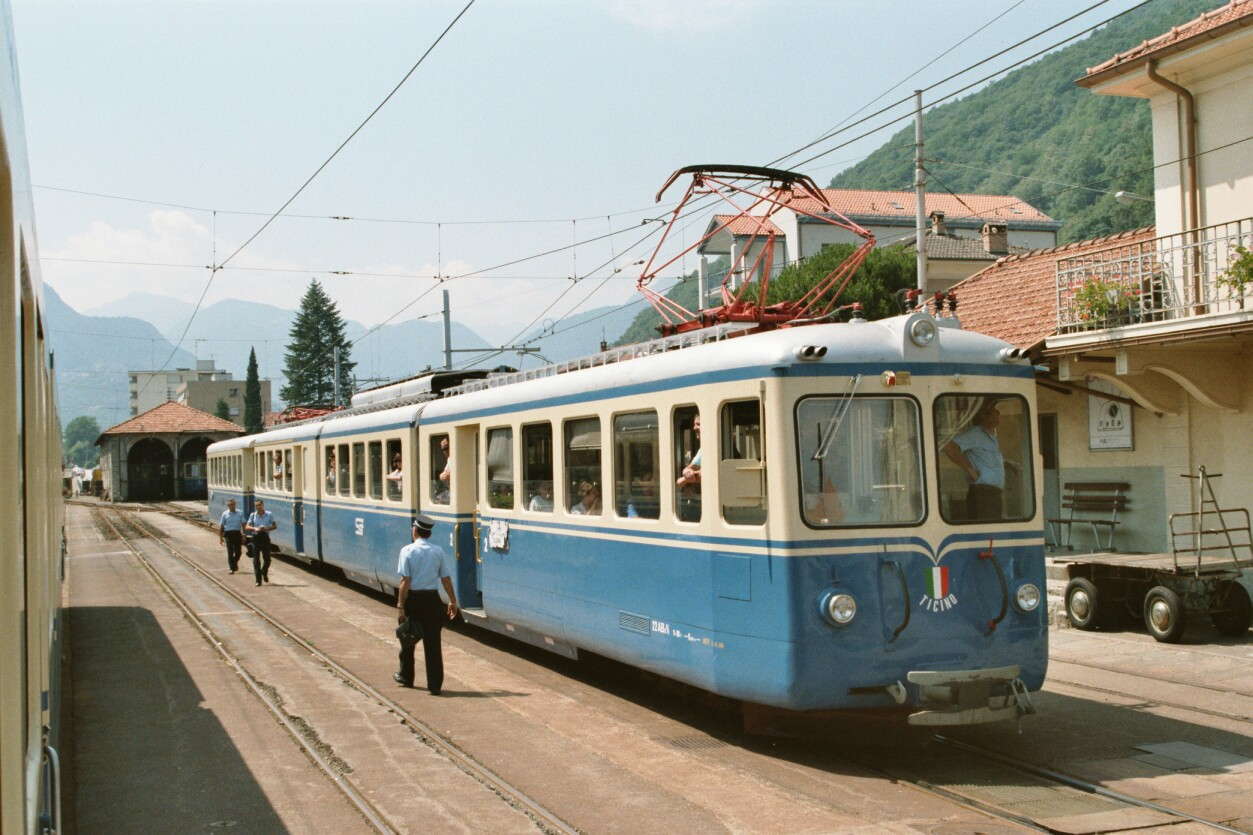
併用軌道時代のロカルノ駅に停車中のSSIFのABe8/8 22号機がFARTのB4 120-123形2等客車1両を牽引する列車

- イタリア語で”100の谷”を意味するチェントヴァッリ鉄道は全長52km、高度差635m、最急勾配61パーミル（粘着区間）、最高高度831m、最低高度196mで、スイスのティチーノ州マッジョーレ湖畔のロカルノからチェントヴァッリ渓谷を途中カーメドで国境を越えてイタリアのピエモンテ州ドモドッソラまでの山岳路線であり、フルカ・オーバーアルプ鉄道[6]のフルカベーストンネルが開通するまでは、通年で通行可能な唯一のアルプス横断鉄道ルートであった。
- 本機はチェントヴァッリ鉄道の全線で使用され、主にロカルノ-ドモドッソラ間の直通列車で運用され、列車は本形式単独もしくは客車1-2両を牽引するものとなっているが、現在では新しいパノラマ式の電車と客車の編成であるABe12/16形が全線直通列車の主力となっている。なお、連結器が異なるABe4/6形電車との併結は行われないほか、重連総括制御機能を持たないため、本形式同士もしくは他形式との重連も基本的には行われない。
- パノラマ式車体に改造された24号機は主にABe12/16形の予備として使用されているが、輸送力が小さいため、必要に応じて客車を増結して運用されている。